# Manifestaciones por el clima de septiembre de 2019

Participantes en las manifestaciones del día 20 de septiembre (por país).
1,000,000+
100,000+
10,000+
1,000+
100+
Pequeñas protestas, números poco claros

Las manifestaciones por el clima de septiembre de 2019, también conocidas como la Semana Global para el Futuro, fueron una serie de protestas y huelgas internacionales organizadas con el objetivo de reclamar acción para afrontar el cambio climático. Las fechas claves fueron el 20 de septiembre (víspera de la Cumbre de Clima de las Naciones Unidas) y el 27 de septiembre, junto con la semana del 20 al 27 de septiembre en la que se propuso una movilización mundial llamada Earth Strike. Las protestas tuvieron lugar en más de 150 países. (Algunas fuentes informaron de 170 países). El acontecimiento se enmarca en el movimiento Juventud por el clima iniciado por la activista medioambiental Greta Thunberg.
Las manifestaciones del día 20 de septiembre han sido probablemente las mayores movilizaciones por el clima en la historia. Los organizadores informaron que más de 4 millones de personas participaron en huelgas en todo el mundo, destacando los 1.4 millones de participantes en las movilizaciones alemanas. Aproximadamente 300000 manifestantes participaron en manifestaciones australianas, 300000 personas se manifestaron en Reino Unido y en Nueva York fueron aproximadamente 250000. Más de 2000 científicos de 40 países mostraron su apoyo a las huelgas.
El viernes 27 de septiembre se celebró la segunda jornada global de movilizaciones (dentro de la semana global por el clima) en la que participaron más de 2 millones de personas de 150 países diferentes.
Sumando los manifestantes de ambas jornadas (20 y 27 de septiembre) se calcula que un total de entre 6 y 7 millones de personas participaron en esta movilización, lo que la sitúa entre las más exitosas de toda la historia.

Logo del Global Climate Strike propuesto por 350.org

## Contexto
La huelga es la tercera gran movilización global del movimiento Juventud por el clima. La primera jornada de movilizaciones transcurrió el 15 de marzo de 2019 y contó con 1.6 millones de participantes de más de 125 países. La segunda jornada fue el 24 de mayo de 2019, fecha elegida por ser cercana a las elecciones europeas y congregó a más de un millón de manifestantes en más de 2000 localidades de 125 países La tercera convocatoria de movilizaciones globales está planificada para la semana del 20 al 27 de septiembre. Se eligieron estas fechas por estar alrededor de la Cumbre de Clima de Juventud de ONU (21 septiembre) y la Cumbre de Acción de Clima de ONU (23 septiembre). El 27 septiembre es también el aniversario de la publicación de Primavera Silenciosa, un libro de 1962 pionero en el movimiento ecologista. Las primeras estimaciones calculan que en las movilizaciones del 20 de septiembre participaron 4 millones de personas de 185 países en unas 3000 localidades.

## Protestas por país
Hubo protestas en casi todos los países de todos los continentes (incluyendo la Antártida). Los siguientes han sido algunos de los más difundidos:

### Afganistán
En Kabul,  jóvenes marcharon en contra del cambio climático mientras eran protegidos por tropas del ejército. El ministerio de salud de Afganistán publicó que miles de personas afganas mueren anualmente por la contaminación de aire.

### Australia

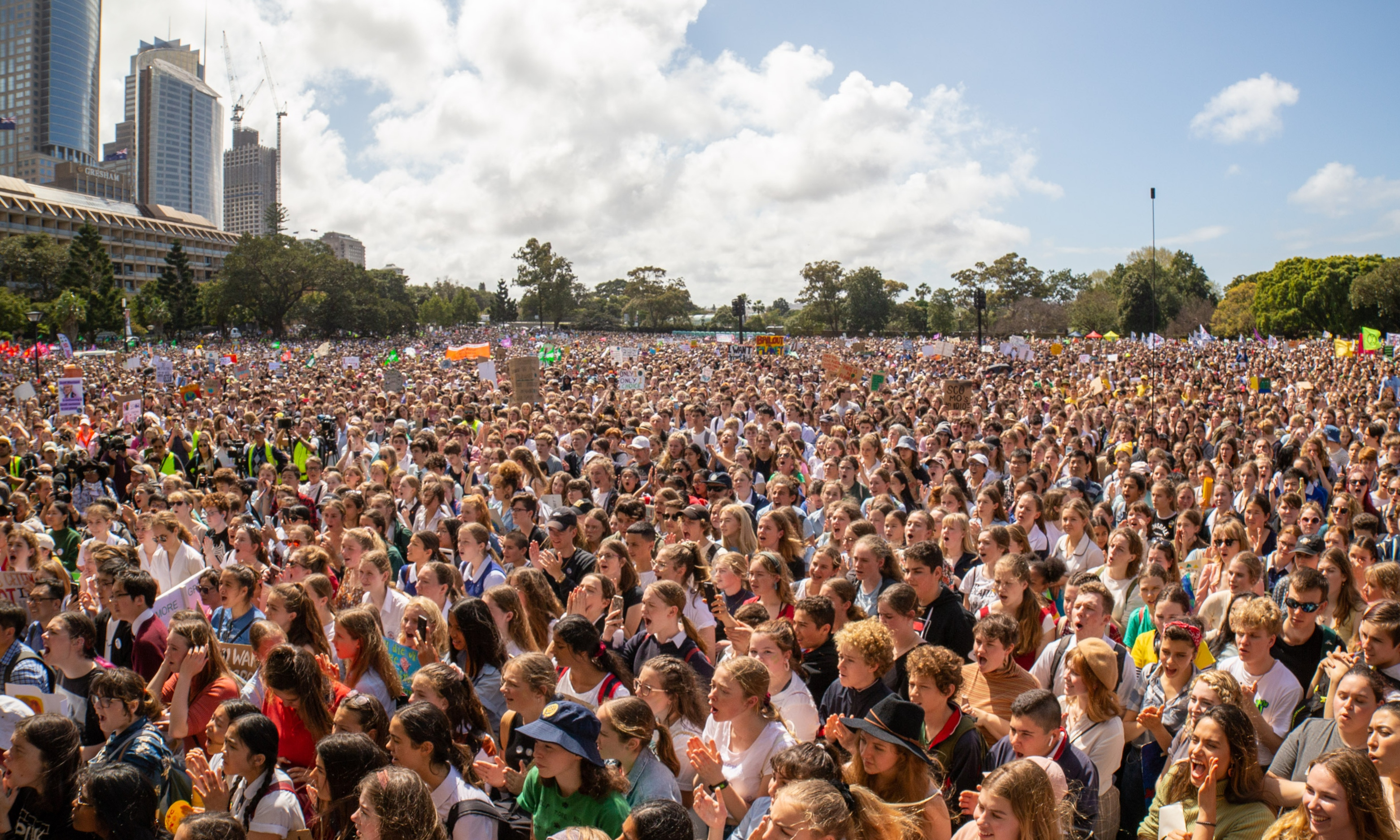
Manifestantes en Sídney

El 20 de septiembre, los organizadores estimaron que más de 300000 personas participaron en alrededor de 100 manifestaciones en Australia. Numerosos empresarios permitieron a sus empleados participar en las huelgas, o cerraron sus negocios durante el día. En Melbourne, una protesta reunió aproximadamente 100000 participantes. Los organizadores afirman que 80000 personas participaron en una protesta en The Domain en Sídney. 
Las protestas australianas pidieron al gobierno lograr "100% de generación de energía renovable" para 2030, para refrenar de empezar proyectos de combustible de fósil nuevos y para financiar "una transición justa y creación de trabajo para todos trabajadores de industria del combustible fósil y comunidades".

### Bangladés
Miles de colegiales protestaron en Daca instando a los dirigentes mundiales a pasar a la acción y formando una cadena humana.

### Bélgica
Según la policía, 15000 personas salieron a las calles en Bruselas y encabezado para el trimestre europeo.

### Brasil
Miles protestaron en ciudades como Río de Janeiro, São Paulo y Brasília. Los manifestantes reclamaron al gobierno brasileño combatir el aumento de los incendios de la selva amazónica de 2019.

### Burundi
En Buyumbura, 35 activistas limpiaron basura en las orillas de Lago Tanganyika.

### Canadá
Las huelgas empezaron el 20 de septiembre con una escenificación en Vancouver. Otras acciones están planificadas para el 27 septiembre en 80 ubicaciones. Se aconsejó a los profesores que evitaran planificar exámenes o asignaciones en aquel día. Marchas y manifestaciones importantes están planeadas a través del país, incluyendo las de Vancouver, Toronto y Montreal (en esta última ciudad se espera la presencia de Thunberg)
El 27 de septiembre, al menos 85 ciudades y pueblos canadienses participaron en acciones de huelga climática. Más de 100,000 personas acudieron a una manifestación en Vancouver. El tamaño de la multitud en Ottawa superó a los de las celebraciones del Día de Canadá. Algunas personas corearon sus lemas en ambos idiomas oficiales.  En Halifax, Nueva Escocia, más de 10,000 manifestantes marcharon por el centro de la ciudad. La alcaldesa de Montreal, Valérie Plante, afirmó que 500,000 personas participaron en la marcha en su ciudad. Esta cifra ha sido después confirmada en varios medios de comunicación. En un comentario hecho mientras daba la bienvenida al ayuntamiento a Greta Thunberg (quien se transladó hasta Montreal para participar en la manifestación), repitió su plan para reducir las emisiones de carbono en un 55% para 2030 y finalmente carbono neutral para 2050.

### China
Oficialmente no hubo protestas. Un portavoz de the China Youth Climate Action Network, Zheng Xiaowen, dijo que "la juventud china tiene sus métodos propios" y que la acción tendría lugar.

#### Hong Kong
La marcha estudiantil prevista fue cancelada debido a preocupaciones de seguridad por las Protestas de Hong Kong de 2019, a pesar de ello, un pequeño grupo de manifestantes se concentró en el distrito empresarial central de la ciudad.

### República Checa
Miles de jóvenes se manifestaron en Praga.

### Fiyi
Como parte de la huelga, varias personas hicieron limpieza

### Francia
Los organizadores informaron que 40000 personas protestaron en Francia. Unas 9400 en París

### Georgia
Más de 100 personas, incluyendo menores, se reunieron delante del ayuntamiento de Tbilisi.

### Alemania

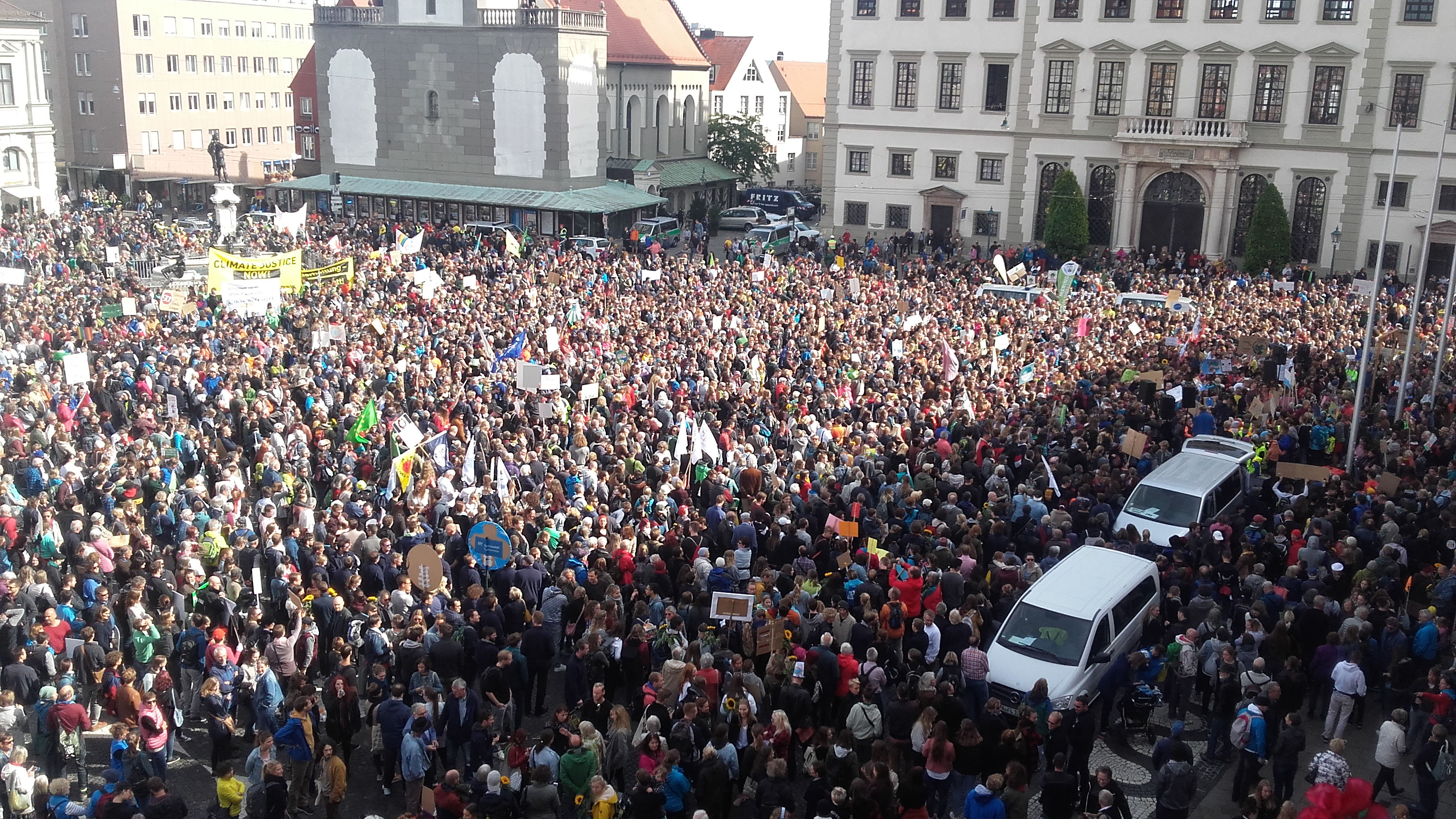
Manifestantes en Augsburgo, Alemania

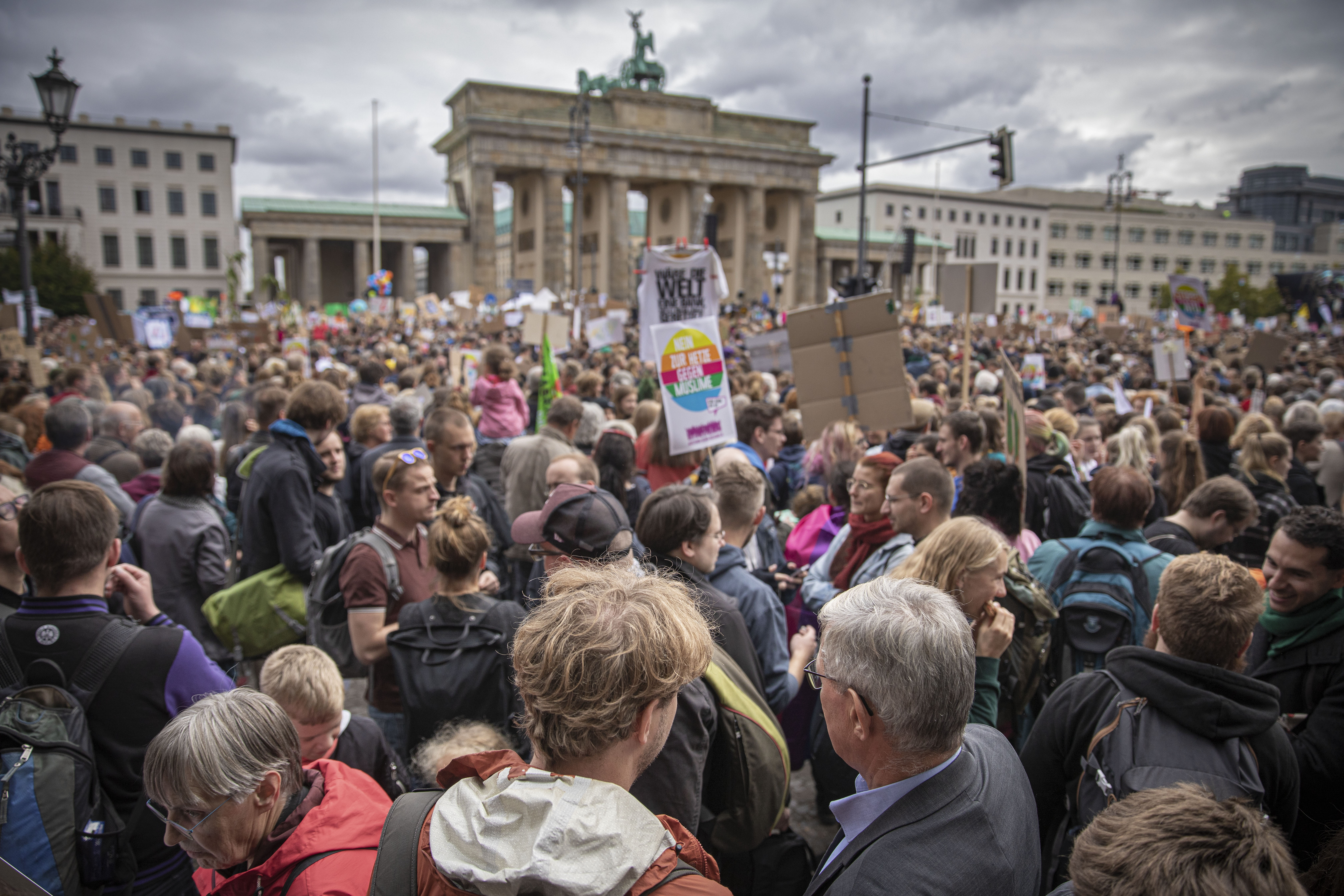
Manifestantes en Berlín, Alemania

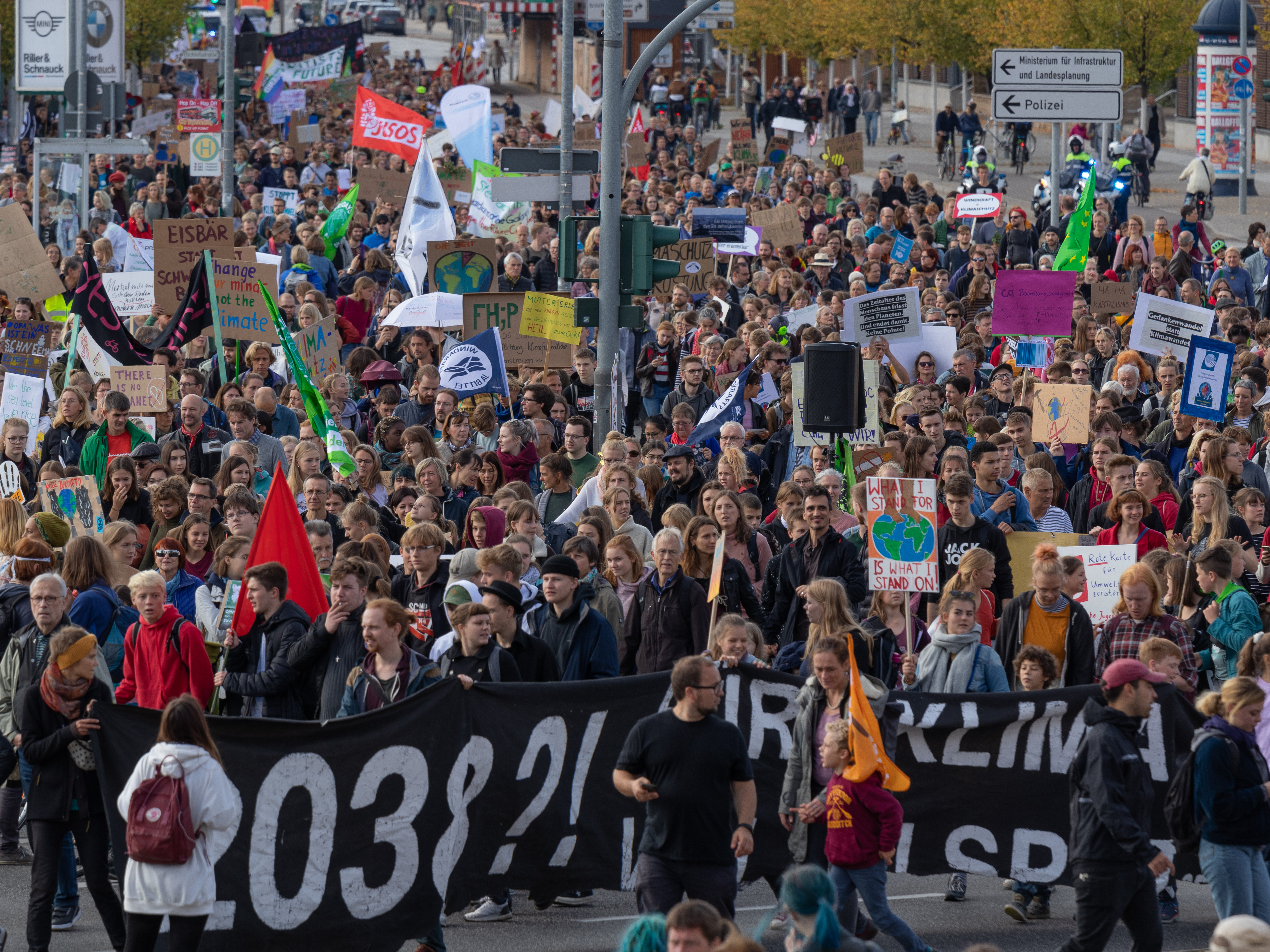
Manifestantes en Potsdam, Alemania

Las huelgas tuvieron lugar en 575 ciudades de Alemania, con la empresa de transportes Flixbus ofreciendo viajes gratis a manifestantes que se tomaran un selfie como prueba. Algunas empresas alemanas animaron a sus empleados a manifestarse, incluyendo Flixbus, el Banco GLS, el proveedor de pensión Hannoversche Kassen, el sitio web de comparación de precios Idealo y compañía de energía de Düsseldorf. Los organizadores estiman que 1.4 millones de personas en total se unieron a las protestas en Alemania, incluyendo 270000 manifestantes en Berlín, 100000 en Hamburgo, 70000 en Cologne, 40000 en Múnich, Bremen y Hannover, 20000 en Düsseldorf, Freiburg y Münster, 15000 en Bonn, y 8000 en Aachen.

### Grecia
En Grecia, las protestas tuvieron lugar en numerosas poblaciones del país, destacando las protestas de Atenas y Salónica. En Atenas se manifestaron aproximadamente 3000 personas. Las protestas han recibido el apoyo de la autoridad municipal de Atenas y otras organizaciones, incluyendo el gobierno de Grecia, cuyo Primer ministro Kyriakos Mitsotakis describió la protección del medio ambiente como un tema que cuenta con el apoyo de todos los griegos. Las protestas están organizadas tanto por las asambleas locales de Fridays for Future como por iniciativas de ciudadanos.

### India
En India, más de 14000 personas participaron en 26 manifestaciones. En Delhi, más de 2000 estudiantes reclamaron al Primer ministro la declaración inmediata del Estado de emergencia climática en India. Un think tank indio opinó que muchas de las ciudades indias podrían pronto quedarse sin agua potable.

### Indonesia
Una protesta se celebró en Yakarta (ciudad capital del país) con participantes de alumnado universitario y escolar, miembros de aproximadamente 50 grupos civiles junto con niños de comunidades diferentes en las áreas suburbanas de Yakarta para manifestar sus preocupaciones por los cambios alarmantes del clima global, reclamando al gobierno que tome medidas claras para mitigar los impactos medioambientales. En el Central Kalimantan ciudad de provincia de Palangka Raya, jóvenes con pancartas marcharon a través del smog causado por fuegos de bosque. Estudiantes voluntarios recogieron basura cerca de las áreas costeras de Banda Aceh y Surabaya como parte de la movilización global.

### Israel
Centenares de personas, en su mayoría alumnado, protestaron en Tel-Aviv, Jerusalén y tres sitios más.

### Costa de Marfil
En la Costa de Marfil, las protestas tuvieron lugar contra una planta de carbón propuesta en San Pédro.

### Japón
Aproximadamente una docena de manifestaciones se celebraron en Japón, incluyendo una en el distrito Shibuya de Tokio, con una concurrencia de centenares de personas. Los organizadores dicen que 5000 personas protestaron en Japón.

### Kenia
Los manifestantes kenianos específicamente reclamaban el fin de los planes del gobierno para construir estaciones de carbón nuevas.

### Kiribati
Una protesta tuvo lugar en Kiribati, donde los estudiantes mostraron pancartas que decían "no estamos hundiéndonos,  estamos luchando." El país está en serios problemas por el aumenteo del nivel del mar.

### Malasia
Algunas protestas fueron convocadas junto con un evento de concienciación sobre el cambio climático que incluye diálogos, discursos y talleres en Kuala Lumpur. Otro grupo con más de 350 personas participaron en una marcha desde el centro comercial Sogo al Edificio del Sultán Abdul Samad en Merdeka Plaza para pedir acción en contra del cambio climático. Un manifestante abiertamente declaró que "no importa si es el gobierno viejo o nuevo,  tienes el derecho de derrocar cualquier gobierno que no esté preocupado por el clima" mientras otros manifestantes expresaron a través de sus pancartas mensajes como "aire Limpio para todos", "no podemos respirar dinero" o "No otro sistema salvo el ecosistema".

### Malta
Una protesta de 300 personas tuvo lugar en Valletta, organizado por miembros de Rebelión de Extinción Malta. Los manifestantes escenificaron un "die-in"  y pidieron al Parlamento maltés declarar el Estado de emergencia climática. La protesta estuvo apoyada por varias ONG.

### México
Centenares jóvenes en Ciudad de México se manifestaron contra el cambio climático. Hubo también manifestaciones en los estados de Guerrero, Estado de México, Chiapas, y Quintana Roo. El Secretario Medioambiental (SEMARNAT) declaró "En la #SEMARNAT reconocemos y respaldamos el llamado que el día de hoy las juventudes de todo el mundo lanzan un favor de la vida y para detener con urgencia los desequilibrios climáticos del planeta."

### Nepal
Varios estudiantes se manifestaron mostrando carteles sobre el cuidado del clima

### Países Bajos

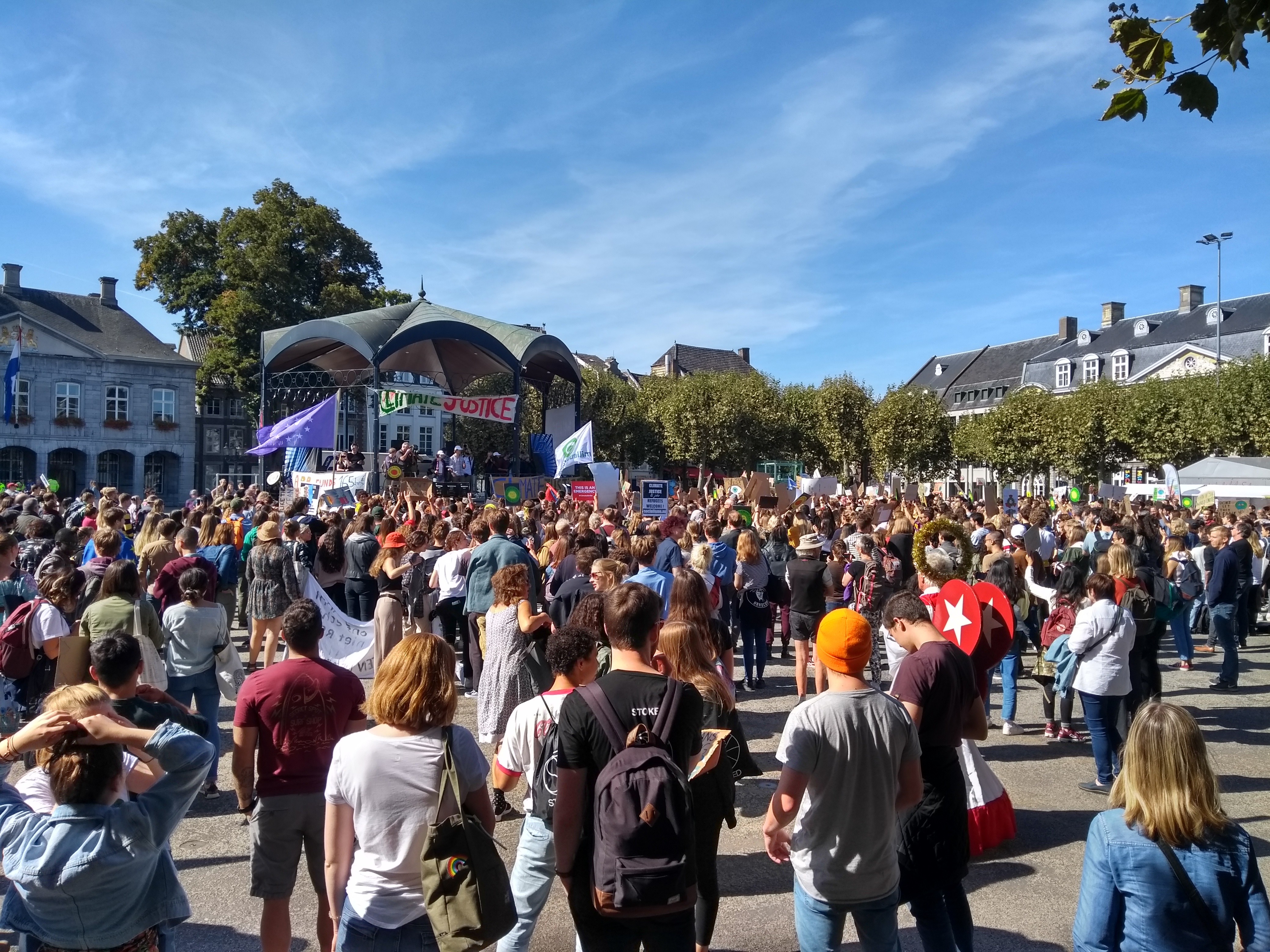
Huelga de clima en Maastricht el 20 de septiembre

Huelgas de clima tuvieron lugar en ubicaciones múltiples incluyendo Ámsterdam y Maastricht.

### Nueva Zelanda
En Nueva Zelanda, las huelgas fueron convocadas para el 27 de septiembre. Este día las entidades organizativas calculan que se manifestaron alrededor de 170.000 personas, lo que supone aproximadamente el 3.5% de la población total del país.

### Nigeria
Huelgas múltiples tuvieron lugar en Nigeria. La concurrencia de las protestas fue más baja de lo esperado en Lagos, la ciudad más grande de Nigeria. Más éxito tuvo la convocatoria de   Abuya, donde hubo más de 100 manifestantes.

### Pakistán
Miles de paquistaníes, incluyendo estudiantes, ecologistas, celebridades y políticos se unieron a las protestas que se celebraron en 32 ciudades de Pakistán. Las mayores concentraciones fueron las de Karachi, Lahore, Islamabad, Peshawar, Quetta y Gilgit.

### Filipinas
Un total de 17 manifestaciones fueron registradas en el país. Los activistas filipinos también marcharon en honor de quienes fueron asesinados para defender el entorno. (Se ha publicado que en 2018 Filipinas es el país más mortífero para aquellos que defienden el entorno y tierra).

### Polonia
Miles de niños escolares marcharon junto con adultos en protestas en Varsovia, y en otras ciudades. Polonia produce 80 por ciento de su electricidad gracias al carbón. Durante años el país ha bloqueado la adopción de objetivos climáticos ambiciosos. Muchos institutos dieron al alumnado el permiso para participar.

### Senegal
Aproximadamente 200 estudiantes protestaron en Dakar.

### Singapur
Se manifestaron más de 1700 personas en la primera movilización climática de Singapur

### Islas Salomón
En las Islas Salomón, los manifestantes se acercaron a los mares más que a las calles, pues la nación está en riesgo por el aumento del nivel del mar.

### Sudáfrica
En Sudáfrica, 18 protestas tuvieron lugar, incluyendo las protestas organizadas por la Alianza de Clima africana. Se estima que participaron unas 5000 personas.

### Corea del Sur
Unas 5000 personas se concentraron en Corea del Sur

### España
En España se organizaron numerosas convocatorias para el 20 de septiembre. Destacaron las movilizaciones de ciudades como Málaga, Córdoba o Granada. Además de eso hubo pequeñas manifestaciones en ciudades más grandes como Madrid y Barcelona El viernes 27 de septiembre grandes manifestaciones recorrieron numerosas poblaciones españolas como Madrid, Barcelona, Valencia, Zaragoza, Valladolid, Albacete, Toledo, Santanter, Bilbao, Pontevedra, Salamanca, Ávila o León.

### Suecia
El 20 de septiembre se celebró una manifestación en Estocolmo. El discurso que Greta Thunberg ofreció en la Ciudad de Nueva York fue retransmitido en una pantalla.

### Taiwán
Un grupo de estudiantes se manifestaron en la ciudad de Taipéi pidiendo a los candidatos a la presidencia del país tomar medidas más concretas para luchar contra el cambio climático.

### Tanzania
Una marcha tuvo lugar en Dar es Salaam, encabezada por una banda de música.

### Tailandia
Más de 200 personas irrumpieron en el ministerio de medio ambiente de Tailandia y se hicieron los muertos mientras cantaban "salvar nuestra Tierra".

### Turquía
Según los organizadores, 10000 manifestantes se manifestaron en Turquía.

### Uganda
En la capital de Uganda, Kampala, cientos de niños protestaron contra el cambio climático. Entre ellos, Leah Namurgewa, activista de 15 años.

### Ucrania
Una marcha tuvo lugar en Kiev en la que mil personas participaron, mayoritariamente jóvenes. Aproximadamente 2600 personas protestaron a través del país, según organizadores.

### Reino Unido

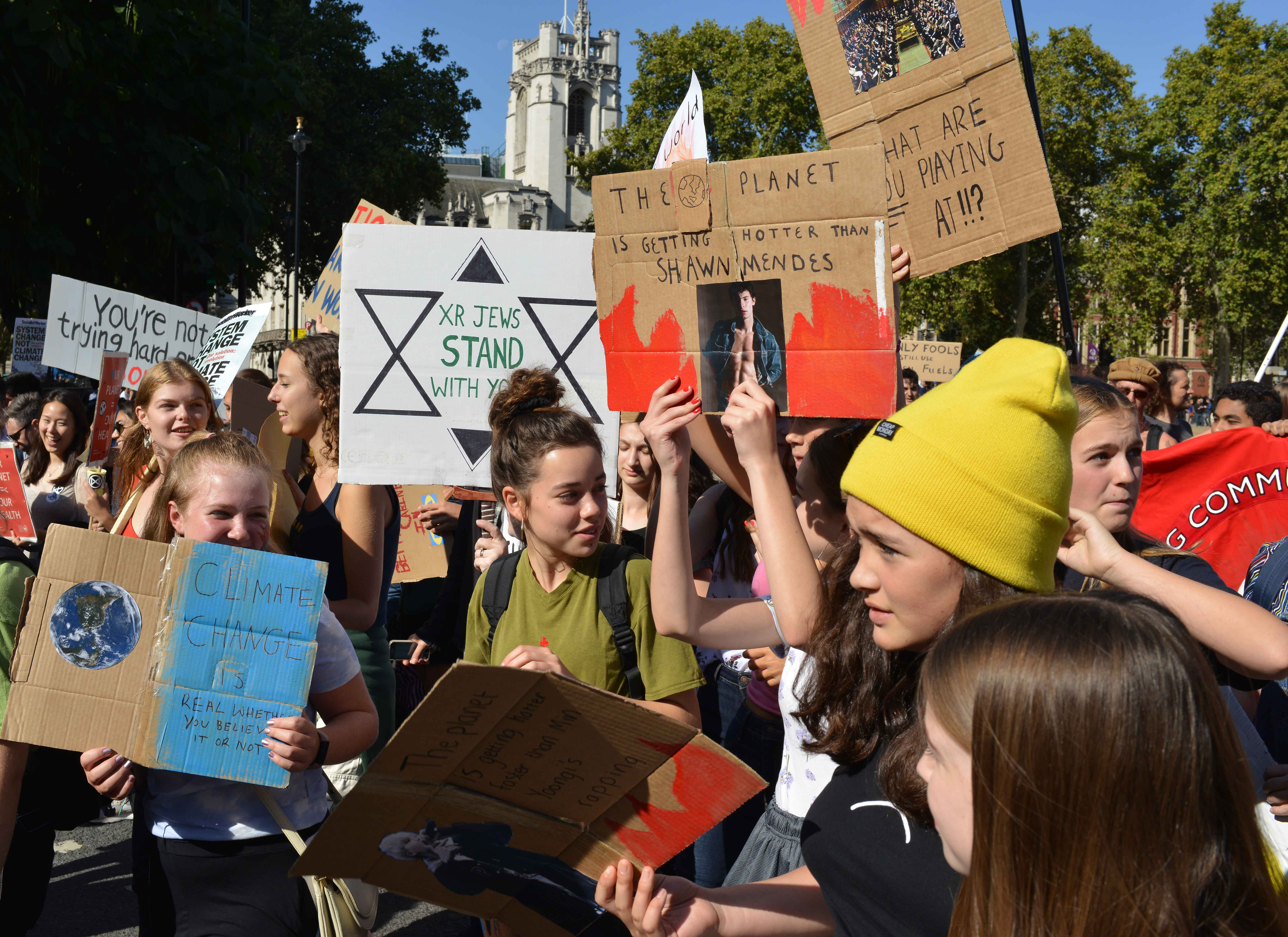
Manifestantes en Londres

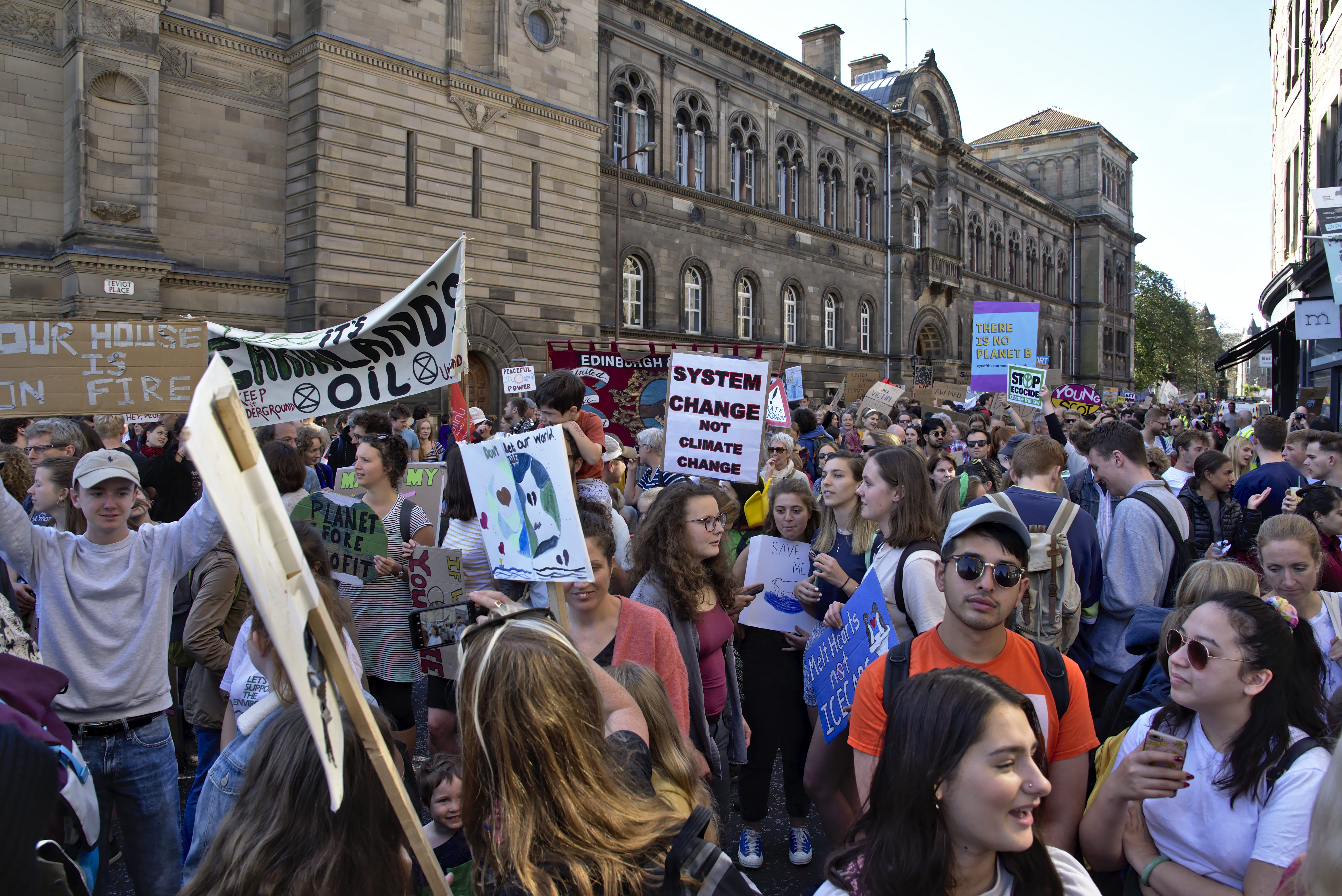
Manifestantes en Edimburgo

La Red Climática de Estudiantes del Reino Unido (UKSCN) planeó más de 200 manifestaciones a través del Reino Unido para el 20 septiembre. Apoyan un "Green New Deal" y piden que se reduzca la edad de votación de los 18 a los 16 años de edad. Las huelgas recibieron el apoyo de sindicatos,  The University and College Union, Unite the Union, y the Trades Union Congress. The Co-operative Bank colaboró permitiendo a su personal manifestarse.
Los organizadores declararon que aproximadamente 300000 personas participaron en huelgas a lo largo del país, con 100000 participantes en una movilización de Londres, donde el político Jeremy Corbyn dio un discurso en qué  diga las personas jóvenes en attendance: "un discurso en el que les dijo a los jóvenes presentes: "ustedes y toda una generación han puesto el tema en el centro del escenario y estoy absolutamente encantado con eso". Las protestas en Edimburgo y Brighton lograron 20000 y 10000 participantes, respectivamente. El 21 de septiembre, activistas de Extinction Rebellion bloquearon calles en Dover en una protesta que se saldó con la detención de 10 personas.

### Estados Unidos
El evento es una de las movilizaciones climáticas más grandes en la historia de los Estados Unidos. Se planearon más de 1000 movilizaciones en los 50 estados, Puerto Rico y el Distrito de Columbia. El sistema escolar de la ciudad de Nueva York, con más de un millón de estudiantes, autorizó a los jóvenes a faltar a la escuela durante el día para participar en la huelga; el distrito escolar de Boston hizo lo mismo, y el Departamento de Educación de Chicago anunció que no marcarían a los estudiantes ausentes si regresaban después de la huelga. Varios distritos escolares en el área metropolitana de D.C. también excusaron a los estudiantes a la huelga con el permiso de los padres. 
En la protesta de Manhattan del 20 de septiembre participó la activista climática sueca Greta Thunberg , después de haber navegado a los Estados Unidos a través del Atlántico en agosto de 2019. Se estima que 250000 personas asistieron a las manifestaciones en Nueva York. 
Numerosos negocios, incluidos Ben & Jerry's, Patagonia y Lush Cosmetics, anunciaron que se cerrarían el 20 de septiembre para apoyar la huelga.  Más de 1700 empleados de Amazon han firmado una petición interna comprometiéndose a abandonar la falta de acción de Amazon sobre el cambio climático. Un día antes de la huelga, el CEO de Amazon, Jeff Bezos, dio a conocer un nuevo plan extenso para enfrentar el cambio climático y se comprometió a cumplir los objetivos del Acuerdo de París de la ONU diez años antes de lo previsto. 
Los miembros de Jóvenes Evangélicos para el Cambio Climático participaron en aproximadamente una docena de colegios y universidades, con un mensaje de cuidado de la creación y un enfoque basado en la fe para "defender el derecho de las personas a limpiar el aire y el agua y un clima estable".

### Panamá
Una manifestación se llevó a cabo en los predios del Parque Legislativo en la 5 de mayo, protagonizada por jóvenes y representantes de diversas agrupaciones ecologistas panameñas, quienes se dieron cita a este llamado global para alzar su voz y crear conciencia en las autoridades y en la población sobre los daños ocasionados al medio ambiente. Grecia Medina, directora de desarrollo de la Asociación Nacional para la Conservación de la Naturaleza (ANCON), indicó que se busca tomar acciones por el clima mediante esta concentración.